# Noyers-Pont-Maugis
 Noyers-Pont-Maugis  es una población y comuna francesa, en la región de Champaña-Ardenas, departamento de Ardenas, en el distrito de Sedan y cantón de Sedan-Ouest.

## Demografía
| 794 | 902 | 904 | 795 | 738 | 712 |
| Para los censos de 1962 a 1999 la población legal corresponde a la población sin duplicidades (Fuente: INSEE [Consultar]) |     |     |     |     |     |